# Summer Bike
「Summer Bike」（サマー・バイク）は、FANTASTICS from EXILE TRIBEの11枚目のシングル。2022年8月24日にrhythm zoneから発売。

## 概要
サウンドプロデュースに音楽プロデューサー亀田誠治とグラフィックデザインにクリエイティブディレクター佐藤可士和を迎え制作するFAN FAN三部作第1弾。ミュージック・ビデオは沖縄県で撮影された。

## 収録曲

### CD
1. Summer Bike [3:56]
作詞：小竹正人、作曲：亀田誠治・ZERO
2. Summer Bike (Instrumental)

### DVD
1. Summer Bike (Music Video)
2. Summer Bike (Music Video Making Movie)